# Rolf Wigur
John Tore Rolf Wigur, född 24 januari 1927 i Östersunds församling i Jämtlands län, död 20 augusti 2019 i Lerbo distrikt i Södermanlands län, var en svensk militär.

## Biografi
Wigur tjänstgjorde 1944–1958 vid Jämtlands fältjägarregemente. Han avlade officersexamen 1951 och utnämndes samma år till fänrik, varefter han befordrades till löjtnant 1953. Han studerade vid Krigshögskolan 1958–1961, befordrades till kapten 1961, tjänstgjorde vid Arméstaben 1961–1965, tjänstgjorde vid Svea ingenjörregemente 1965–1967 och var chef för Studieavdelningen vid Arméstaben 1968–1970. År 1968 befordrades han till major och 1970 till överstelöjtnant. Han var verksam vid SAAB AB i Linköping 1970–1971 och var utbildningsofficer vid Norra Smålands regemente 1971–1973. År 1973 befordrades han till överste, varpå han var chef för Sektion 4 i Försvarsstaben 1973–1977. Han var ställföreträdande chef för Kronobergs regemente 1977–1978, befordrades 1978 till generalmajor och var departementsråd vid Försvarsdepartementet 1978–1982. Åren 1982–1987 var han befälhavare för Nedre Norrlands militärområde.
Wigur var också ledamot av styrelsen för Försvarets forskningsanstalt och av styrelsen för Swedair AB samt ordförande i styrelsen för Försvarets förvaltningsskola. Han var huvudsekreterare i 1978 års försvarskommitté.
Rolf Wigur invaldes som ledamot av Kungliga Krigsvetenskapsakademien 1974.

## Utmärkelser
- Riddare av Svärdsorden, 1969.[7]